# Buckland Brewer
Buckland Brewer é um vilarejo e paróquia civil localizada no distrito de Torridge, em Devon, Inglaterra. Situa-se cinco milhas ao sul de Bideford. Em 2001, sua população era de 777 habitantes.